# JO1
JO1 (ジェイオーワン, Jeiōwan) is een Japanse boyband die in december 2019 geformeerd werd in de reality-tv show Produce 101 Japan. De groep bestaat uit de elf leden Yonashiro Sho, Kawashiri Ren, Shiroiwa Ruki, Kono Junki, Sato Keigo, Kawanishi Takumi, Kimata Syoya, Ohira Shosei, Kinjo Sukai, Tsurubo Shion, en Mamehara Issei.
JO1 debuteerde op 4 maart 2020 met de single Protostar en bracht op 26 augustus 2020 hun tweede single Stargazer uit. Het eerste album The Star wordt uitgebracht op 25 november 2020.

## Naam
JO1 wordt in het Engels uitgesproken als Jay-Oh-One. De "J" staat voor Japan, en "O1" voor Produce 101 Japan. De naam representeert ook het eerste jaar van het nieuwe tijdperk Reiwa (令 和), het jaar dat de groep werd gevormd. De groepsnaam staat ook voor de dromen die ze samen hadden tijdens Produce 101 Japan, en dat hun doel is om op de top van de wereld te komen. De naam JO1 werd voorgesteld Produce 101 Japan en werd tijdens de finale uitgelegd.
De officiële naam voor de fans is JAM, dat is een afkorting voor "JO1 And Me".

## Geschiedenis
De leden van JO1 zijn geselecteerd in het reality-tv-programma Produce 101 Japan, waar kijkers ("nationale producenten") op hun favoriete deelnemers konden stemmen. Deelnemers mochten niet met een contract aan een entertainmentbedrijf gebonden zijn. De finale vond plaats op Makuhari Messe, waar de elf leden werden uitgekozen.
Voordat de deelname aan Produce 101 Japan waren sommige toekomstige leden al actief in de entertainmentindustrie. Ren Kawashiri was actief als achtergronddanser en trad op met b.v. Wanna One en Pentagon. Ohira Shosei was ook actief als achtergronddanser. Ruki Shiroiwa was een voormalige "Jr." onder Johnny & Associates, was onderdeel van de stemacteursgroep Tsukicro, en was actief in de boyband YsR tot de groep uit elkaar ging in februari 2019. Tsurubo Shion trainde in Korea om een K-Pop idool te woorden.

### Na debuut
De groep maakte hun debuut op 4 maart 2020 met Protostar en de single Infinity, en later dat jaar op 26 augustus bracht Stargazer uit met de single Oh-Eh-Oh. Beide singles stonden bovenaan de Billboard Japan Hot 100 en Oricon Singles Chart. JO1 zal hun eerste album The Star op 25 november 2020 uitbrengen, met zowel nummers van de vorige singles als nieuwe nummers en de belangrijkste single Shine-A-Light .

## Leden
| Geboortenaam / Artiestennaam | Geboortenaam / Artiestennaam | Geboortedatum    | Geboorteplaats |
| Romaji                       | Kanji                        | Geboortedatum    | Geboorteplaats |
| ---------------------------- | ---------------------------- | ---------------- | -------------- |
| Yonashiro Sho                | 與那城 奨                    | 25 oktober 1995  | Okinawa, Japan |
| Kawashiri Ren                | 川尻 蓮                      | 2 maart 1997     | Fukuoka, Japan |
| Shiroiwa Ruki                | 白岩 瑠姫                    | 19 november 1997 | Tokio, Japan   |
| Kono Junki                   | 河野 純喜                    | 20 januari 1998  | Nara, Japan    |
| Sato Keigo                   | 佐藤 景瑚                    | 29 juli 1998     | Aichi, Japan   |
| Kawanishi Takumi             | 川西 拓実                    | 23 juni 1999     | Hyogo, Japan   |
| Kimata Syoya                 | 木全 翔也                    | 5 april 2000     | Aichi, Japan   |
| Ohira Shosei                 | 大平 祥生                    | 13 april 2000    | Kioto, Japan   |
| Kinjo Sukai                  | 金城 碧海                    | 6 mei 2000       | Osaka, Japan   |
| Tsurubo Shion                | 鶴房 汐恩                    | 11 december 2000 | Shiga, Japan   |
| Mamehara Issei               | 豆原 一成                    | 30 mei 2002      | Okayama, Japan |

## Discografie

### Singles
- Protostar (4 maart 2020)
- Stargazer (26 augustus 2020)

### Albums
- The Star (25 november 2020)